# 凌邦奇
凌邦奇（？—？），字正伯，號少里，直隸蘇州府崑山縣人，民籍，明朝政治人物。

## 生平
嘉靖二十二年（1543年）癸卯科應天府鄉試第八十名舉人。嘉靖三十二年（1553年）中式癸丑科會試第七十九名，三甲第一百六十六名進士。通政司观政，授福建福州府推官，调郧阳府，升漳州府同知，止。

## 家族
曾祖凌晟；祖父凌亮；父凌艮。前母金氏；母俞氏；繼母浦氏。弟凌邦彦。